# ジョージ・ソテロポロス
ジョージ・ソテロポロス（George Sotiropoulos、1977年7月9日 - ）は、オーストラリアの男性総合格闘家。ビクトリア州ジーロング出身。アメリカン・トップチーム所属。ジョージ・ソティロパロスとも表記される。

## 来歴
20歳からマチャド柔術を始め、27歳で黒帯を授与された。2004年にはアマチュアボクシングでビクトリア州王者となった。
2004年11月20日、オーストラリアでプロ総合格闘技デビュー。6戦目まではオーストラリアを中心に試合を重ねた。
2006年7月21日、修斗で遠藤雄介と対戦予定であったが、7月10日に急性胃腸炎で緊急入院となり、欠場となった。
2006年8月15日、エンセン井上プロデュース興行『心』 〜Kill or be Killed〜で岩瀬茂俊と対戦し、判定勝ち。この試合での表記はジョージ・ソトスであった。
2006年10月14日、修斗で世界ミドル級王者の青木真也と対戦し、2Rにソテロポロスの前蹴りが青木の股間に当たり、青木に3分のインターバルが与えられるも回復しなかったため反則失格となった。
2007年5月5日、アブダビコンバット77kg未満級に出場。1回戦でマルセロ・ガッシアと対戦し、アナコンダチョークで一本負け。

### TUF
2007年、リアリティ番組「The Ultimate Fighter」シーズン6にマット・セラ率いるチーム・セラの一員として参加。ライト級トーナメント準決勝まで勝ち進むも、準決勝でトミー・スピアーに敗れた。UFCデビュー戦となった12月8日のフィナーレでは、ビリー・マイルズにチョークスリーパーで一本勝ち。

### UFC
2009年8月8日、UFC 101でジョージ・ループと対戦し、チキンウィングアームロックで一本勝ち。11月21日、UFC 106でジェイソン・デントと対戦し、腕ひしぎ十字固めで一本勝ち。
2010年2月20日、地元・オーストラリアで開催されたUFC 110でジョー・スティーブンソンと対戦し、3-0の判定勝ち。大金星を挙げるとともにファイト・オブ・ザ・ナイトを受賞した。
2010年11月20日、UFC 123でジョー・ローゾンと対戦し、チキンウィングアームロックで一本勝ち。UFC7戦7勝となった。
2011年2月27日、地元・オーストラリアで開催されたUFC 127でデニス・シヴァーと対戦し、0-3の判定負け。UFCデビュー以来の連勝は7でストップした。
2012年、The Ultimate Fighter: The Smashesでロス・ピアソンと共にコーチを務め、12月15日、UFC on FX 6でピアソンと対戦。3RにTKO負けを喫し、UFC3連敗となった。
2013年10月19日、UFC 166でKJ・ヌーンズと対戦し、0-3の判定負け。4連敗となり、UFCから解雇された。

## 戦績

### 総合格闘技
| 総合格闘技 戦績 | 総合格闘技 戦績 | 総合格闘技 戦績 | 総合格闘技 戦績 | 総合格闘技 戦績 | 総合格闘技 戦績 | 総合格闘技 戦績 |
| --------------- | --------------- | --------------- | --------------- | --------------- | --------------- | --------------- |
| 21 試合         | (T)KO           | 一本            | 判定            | その他          | 引き分け        | 無効試合        |
| 14 勝           | 1               | 8               | 5               | 0               | 0               | 0               |
| 7 敗            | 2               | 0               | 4               | 1               | 0               | 0               |

| 勝敗 | 対戦相手                     | 試合結果                           | 大会名                                                  | 開催年月日     |
| ×    | マイク・リッチ               | 5分3R終了 判定0-3                  | Titan FC 29                                             | 2014年8月22日  |
| ×    | KJ・ヌーンズ                 | 5分3R終了 判定0-3                  | UFC 166: Velasquez vs. dos Santos 3                     | 2013年10月19日 |
| ×    | ロス・ピアソン               | 3R 0:41 TKO（右フック→パウンド）   | UFC on FX 6: Sotiropoulos vs. Pearson                   | 2012年12月15日 |
| ×    | ハファエル・ドス・アンジョス | 1R 0:59 KO（右フック）             | UFC 132: Cruz vs. Faber                                 | 2011年7月2日   |
| ×    | デニス・シヴァー             | 5分3R終了 判定0-3                  | UFC 127: Penn vs. Fitch                                 | 2011年2月27日  |
| ○    | ジョー・ローゾン             | 2R 2:43 チキンウィングアームロック | UFC 123: Rampage vs. Machida                            | 2010年11月20日 |
| ○    | カート・ペレグリーノ         | 5分3R終了 判定3-0                  | UFC 116: Lesnar vs. Carwin                              | 2010年7月3日   |
| ○    | ジョー・スティーブンソン     | 5分3R終了 判定3-0                  | UFC 110: Nogueira vs. Velasquez                         | 2010年2月20日  |
| ○    | ジェイソン・デント           | 2R 4:36 腕ひしぎ十字固め           | UFC 106: Ortiz vs. Griffin 2                            | 2009年11月21日 |
| ○    | ジョージ・ループ             | 2R 1:59 チキンウィングアームロック | UFC 101: Declaration                                    | 2009年8月8日   |
| ○    | ローマン・ミティチャン       | 2R 2:24 TKO（マウントパンチ）      | UFC Fight Night: Florian vs. Lauzon                     | 2008年4月2日   |
| ○    | ビリー・マイルズ             | 1R 1:36 チョークスリーパー         | The Ultimate Fighter: Team Hughes vs. Team Serra Finale | 2007年12月8日  |
| ○    | チョ・ジョンファン           | 2R 3:27 腕ひしぎ十字固め           | Spirit MC 11: Invasion                                  | 2007年4月22日  |
| ×    | 青木真也                     | 2R 0:05 反則失格（ローブロー）     | 修斗                                                    | 2006年10月14日 |
| ○    | 岩瀬茂俊                     | 5分2R終了 判定3-0                  | 『心』 〜Kill or be Killed〜                            | 2006年8月15日  |
| ○    | カイル・ノーク               | 5分5R終了 判定3-0                  | Warriors Realm 5                                        | 2006年2月25日  |
| ○    | セルジオ・ロレンソ           | 5分3R終了 判定3-0                  | FFCF 5: Unleashed                                       | 2006年1月27日  |
| ×    | カイル・ノーク               | 5分2R終了 判定1-2                  | Warriors Realm 4                                        | 2005年7月2日   |
| ○    | マーシオ・ビッテンコート     | 1R 3:30 チョークスリーパー         | X-plosion Super Fight 2004: Oceania vs. The World       | 2004年12月18日 |
| ○    | ケリー・ジェイコブ           | 1R 4:12 腕ひしぎ十字固め           | Warriors Realm 2                                        | 2004年12月10日 |
| ○    | ギャヴィン・ミューリー       | 1R 1:28 腕ひしぎ十字固め           | XFC 6: Ultimate Fighting Returns                        | 2004年11月20日 |

### グラップリング
| 勝敗 | 対戦相手           | 試合結果           | 大会名                         | 開催年月日   |
| ×    | マルセロ・ガッシア | アナコンダチョーク | ADCC 2007 【77kg未満級 1回戦】 | 2007年5月5日 |

## 獲得タイトル
- ADCC 2007南太平洋予選 77kg未満級 優勝（2007年）

## 表彰
- ブラジリアン柔術 黒帯
- UFC ファイト・オブ・ザ・ナイト（2回）